# Nordenskiöldinkatu
Nordenskiöldinkatu (suédois : Nordenskiöldsgatan) est une rue allant de Taka-Töölö à Alppila et Pasila à Helsinki en Finlande.

## Description
Seule la partie occidentale de Nordenskiöldinkatu est bordée d'immeubles résidentiels, entre la place Nordenskiöld et la rue Urheilukatu.
On y trouve aussi le Centre scientifique et culturel de Russie (fi) et le Siège de l'assurance retraite.
La partie orientale de Nordenskiöldinkatu longe le parc zoologique, la patinoire et le terrain de sports du parc zoologique (fi).
Au nord de Nordenskiöldinkatu, se trouvent l'hôpital de Laakso et les terrains de l’hôpital d'Aurora séparés par le parc central d'Helsinki.
A la hauteur du parc central, la rue est traversée par le pont piétonnier Auroransilta ouvert en novembre 2012.

## Lieux et monuments
- Parc Eläintarha
- Patinoire d'Helsinki
- Centre scientifique et culturel de Russie (fi)
- Siège de l'assurance retraite
- terrain de sports du parc zoologique (fi)
- Parc central d'Helsinki
- hôpital de Laakso

## Rues croisées d'Ouest en Est
- Place Nordenskiöld:
  - Mechelininkatu,
  - Topeliuksenkatu,
  - Linnankoskenkatu.
- Minna Canthin katu
- Messeniuksenkatu
- Mannerheimintie
- Urheilukatu
- Reijolankatu
- Pohjoinen Stadiontie
- Veturitie
- Vauhtitie

## Transports
Sur la partie de Nordenskiöldinkatu à l'Est de Mannerheimintie circulent les lignes de Tramway 2 et 3.

## Histoire
La rue Nordenskiöldinkatu est nommée en mémoire de Adolf Erik Nordenskiöld.
À l'origine, à partir de 1906, Nordenskiöldinkatu nommait aussi la partie renommée Mechelininkatu en 1917.

## Galerie

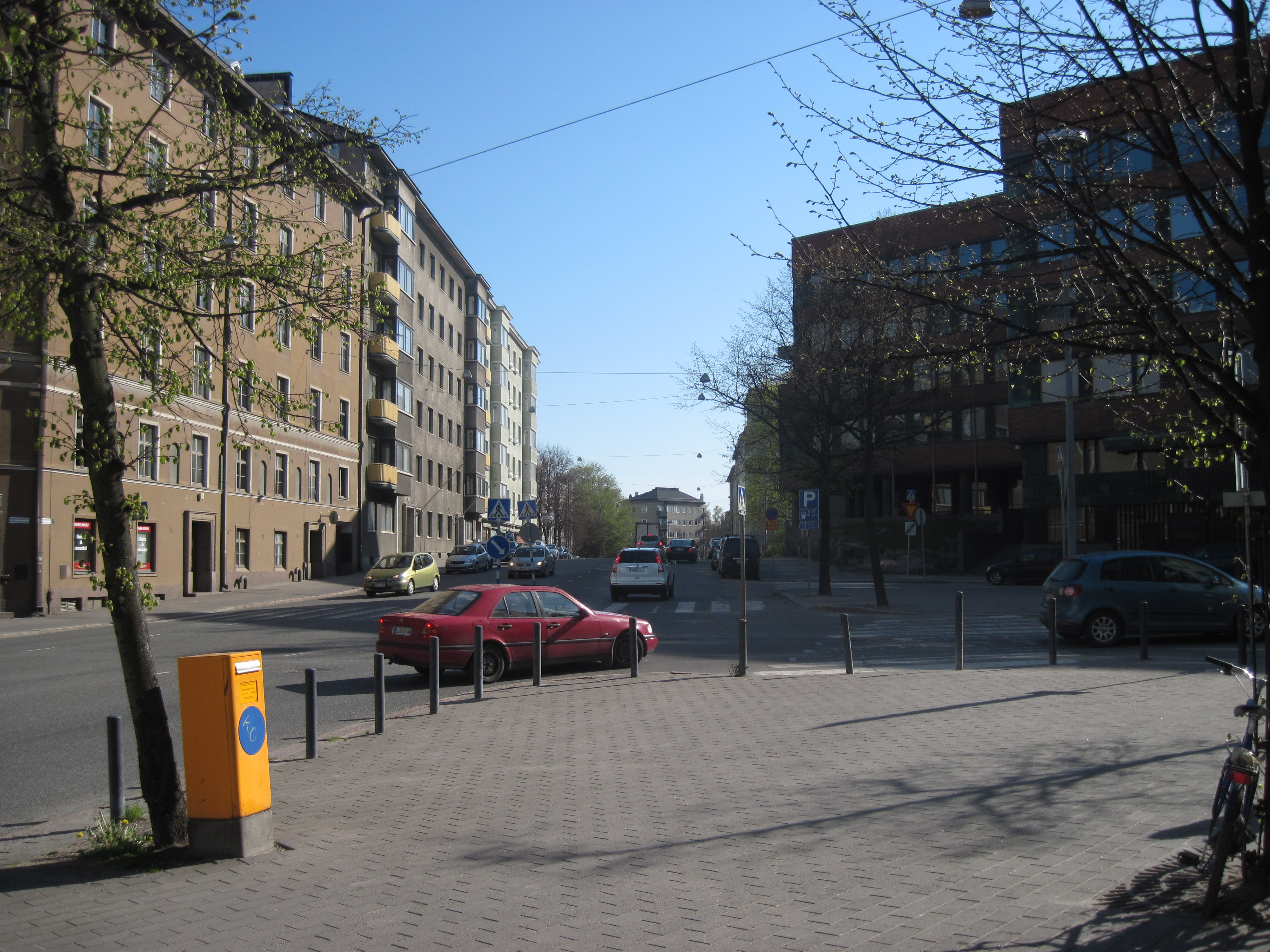
Nordenskiöldinkatu de Mannerheimintie vers l'Ouest. À droite, le siège de Kela.
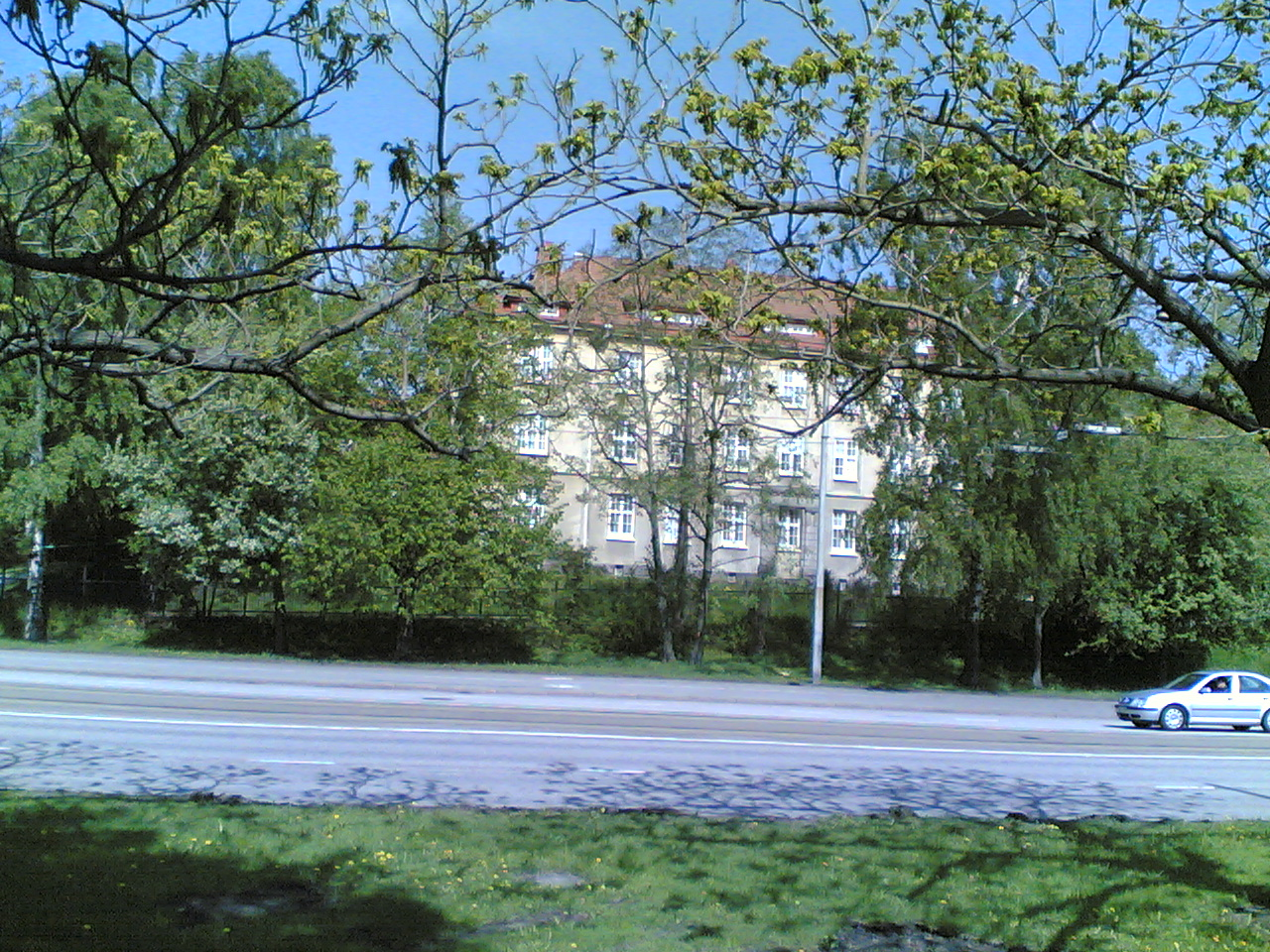
Nordenskiöldinkatu.
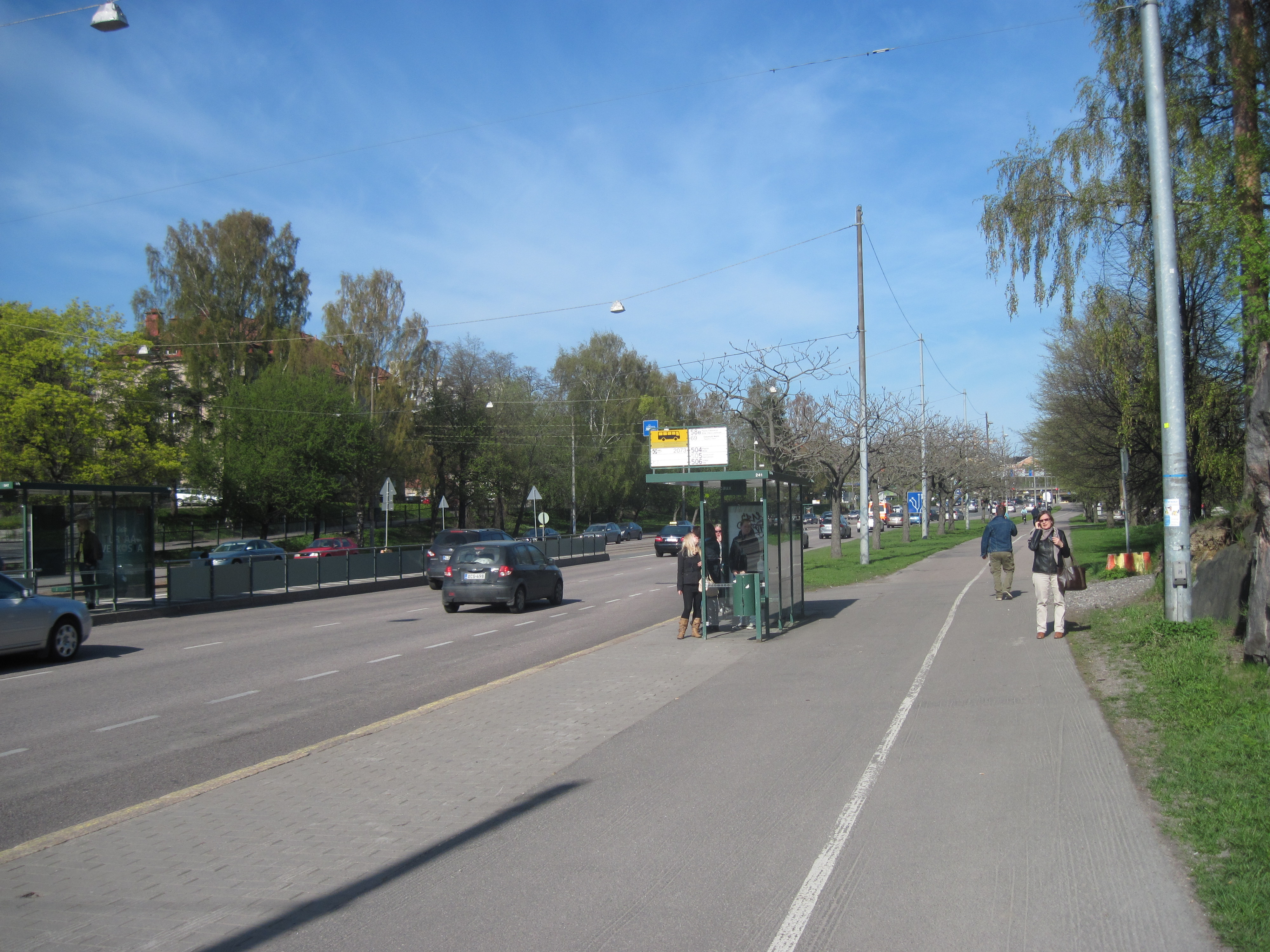
Partie orientale de Nordenskiöldinkatu. À gauche, bâtiments de l'hôpital d'Aurora.
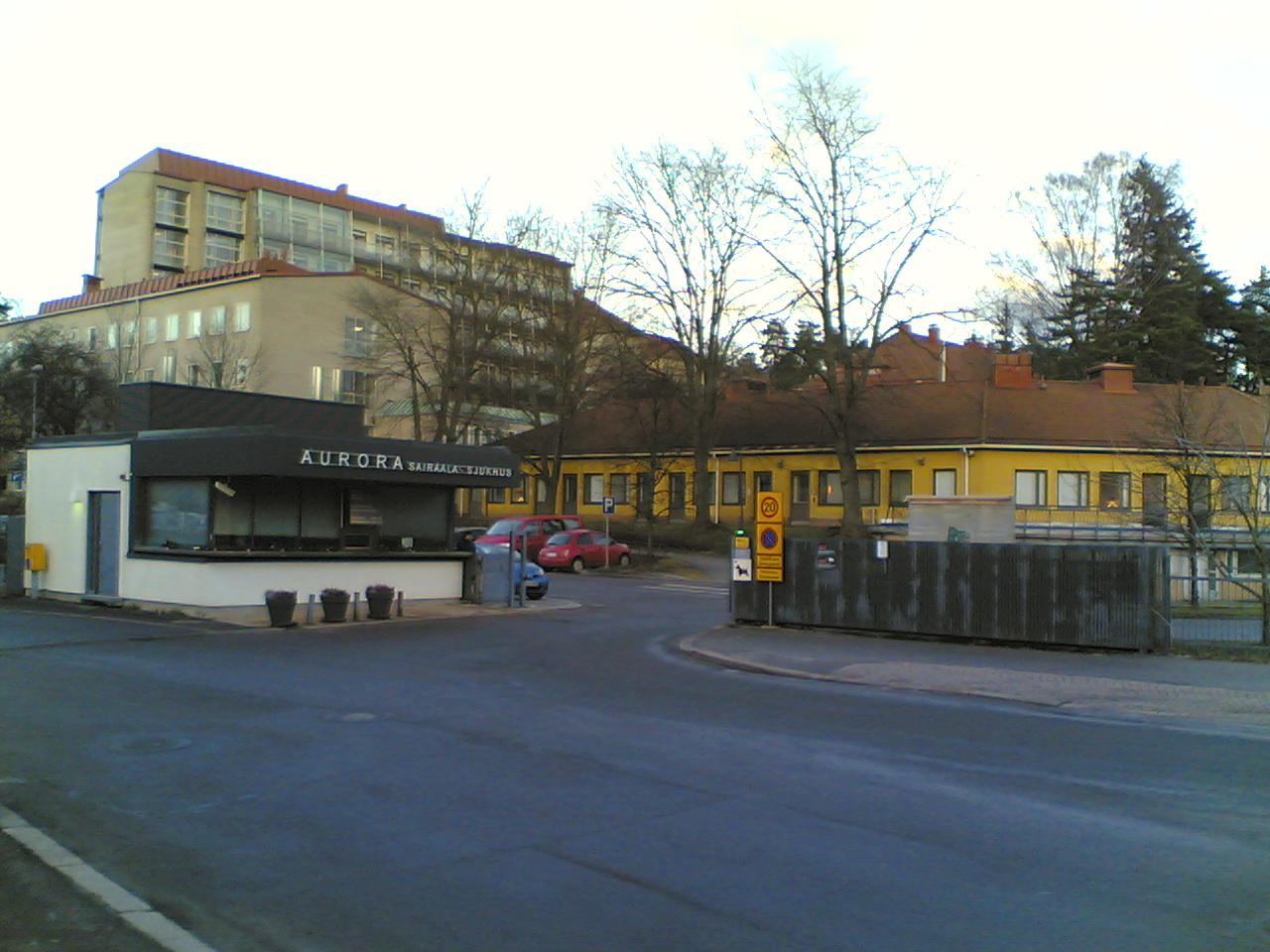
L'hôpital d'Aurora
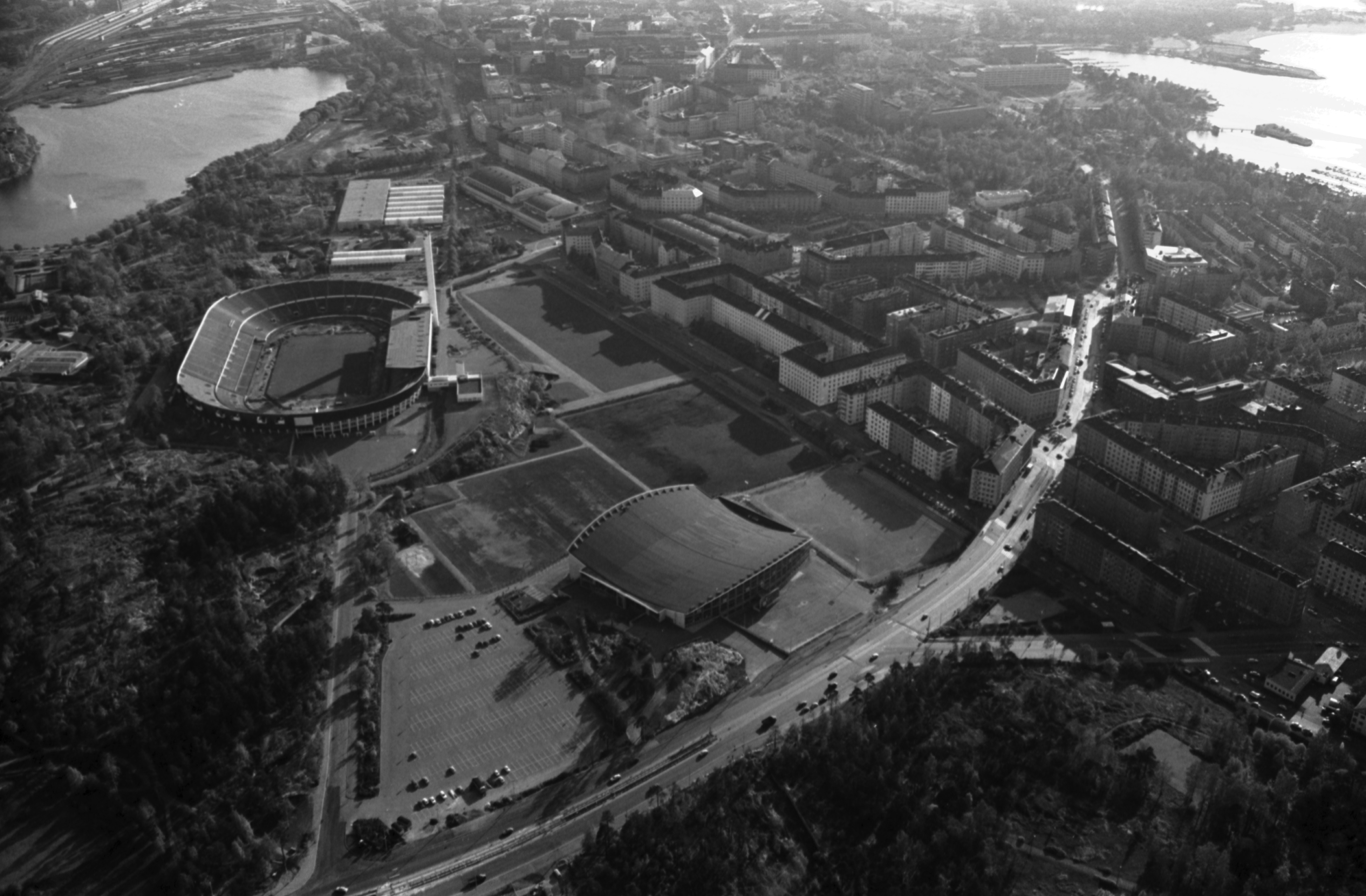
Nordenskioldinkatu du nord-est au sud-est en 1970
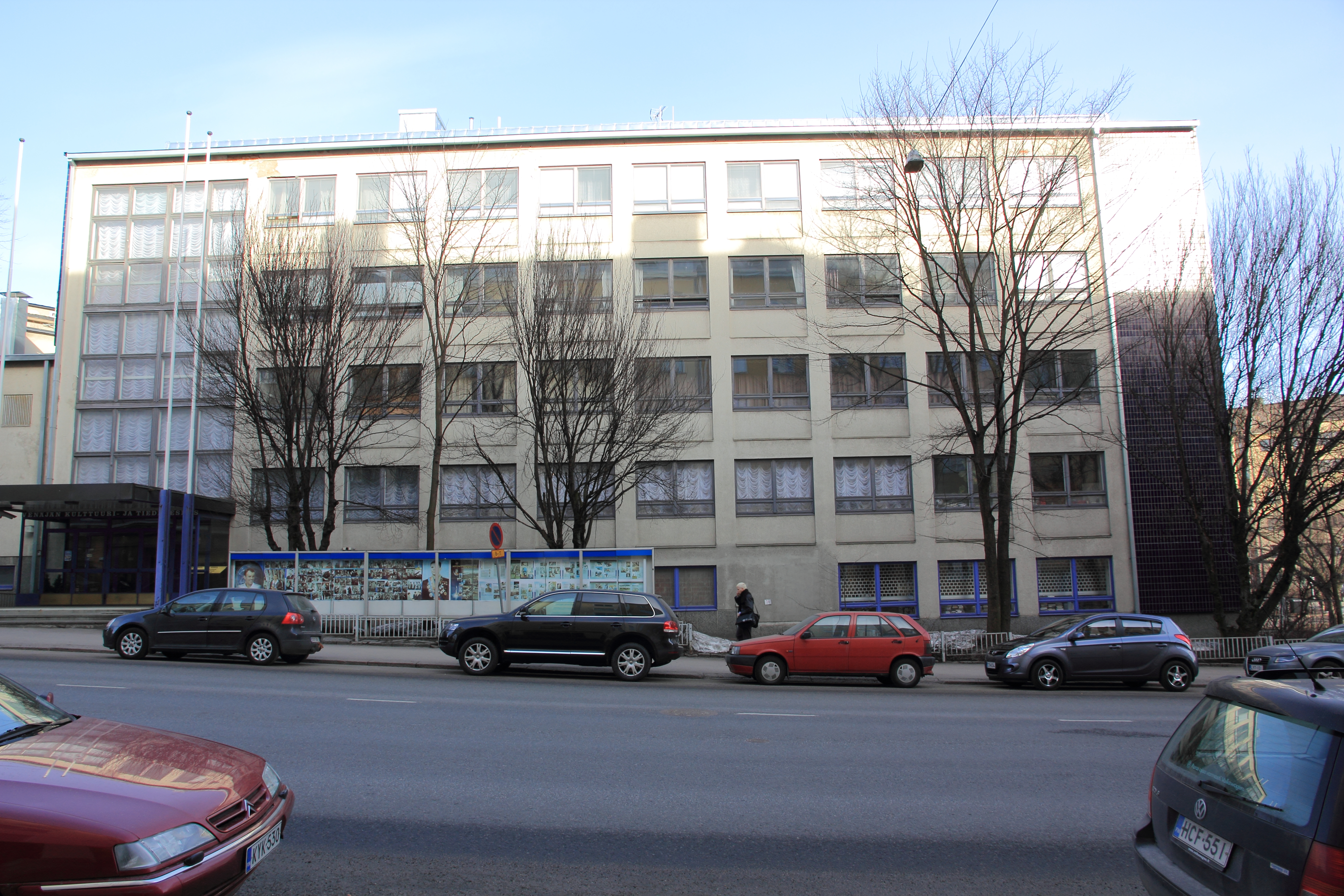
Centre scientifique et culturel de Russie.